# Svarttjärnen (Göteborg, Västergötland)
Svarttjärnen är en sjö i Göteborgs kommun i Västergötland och ingår i Göta älvs huvudavrinningsområde.

## Bilder

Svarttjärnen
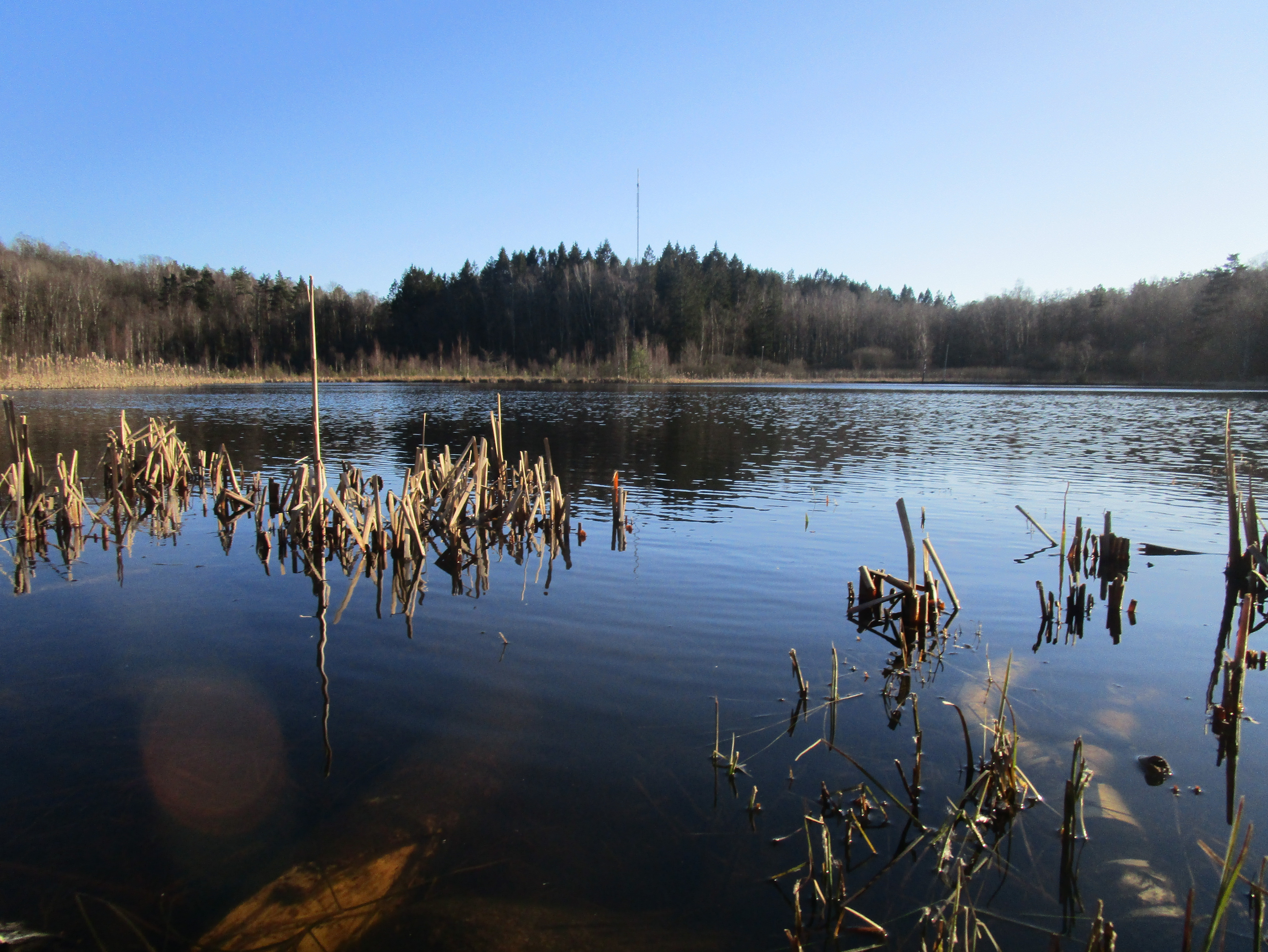
Svarttjärnen från norra änden 29 mars 2020.
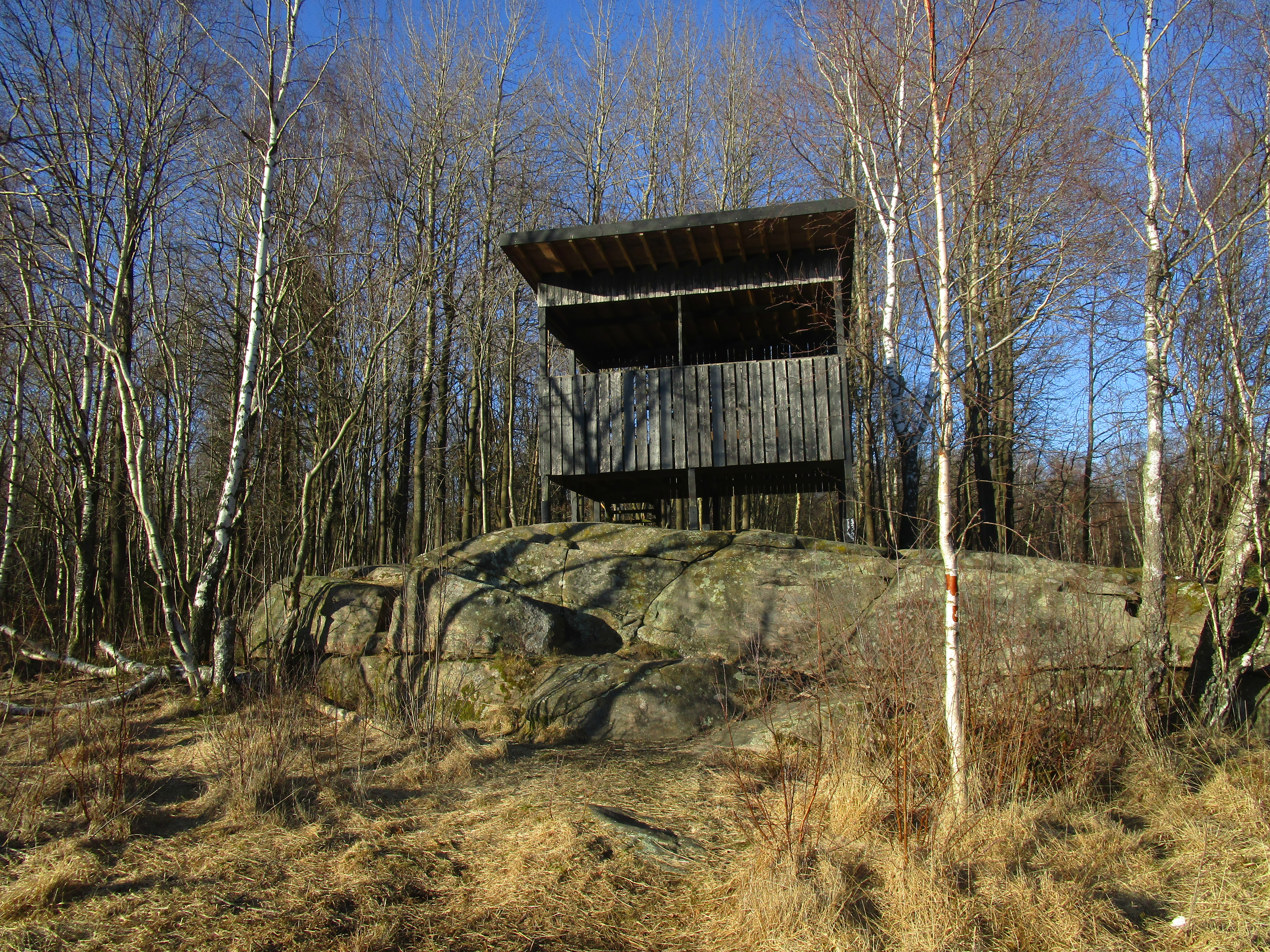
Fågelskådartornet i norra änden 29 mars 2020.
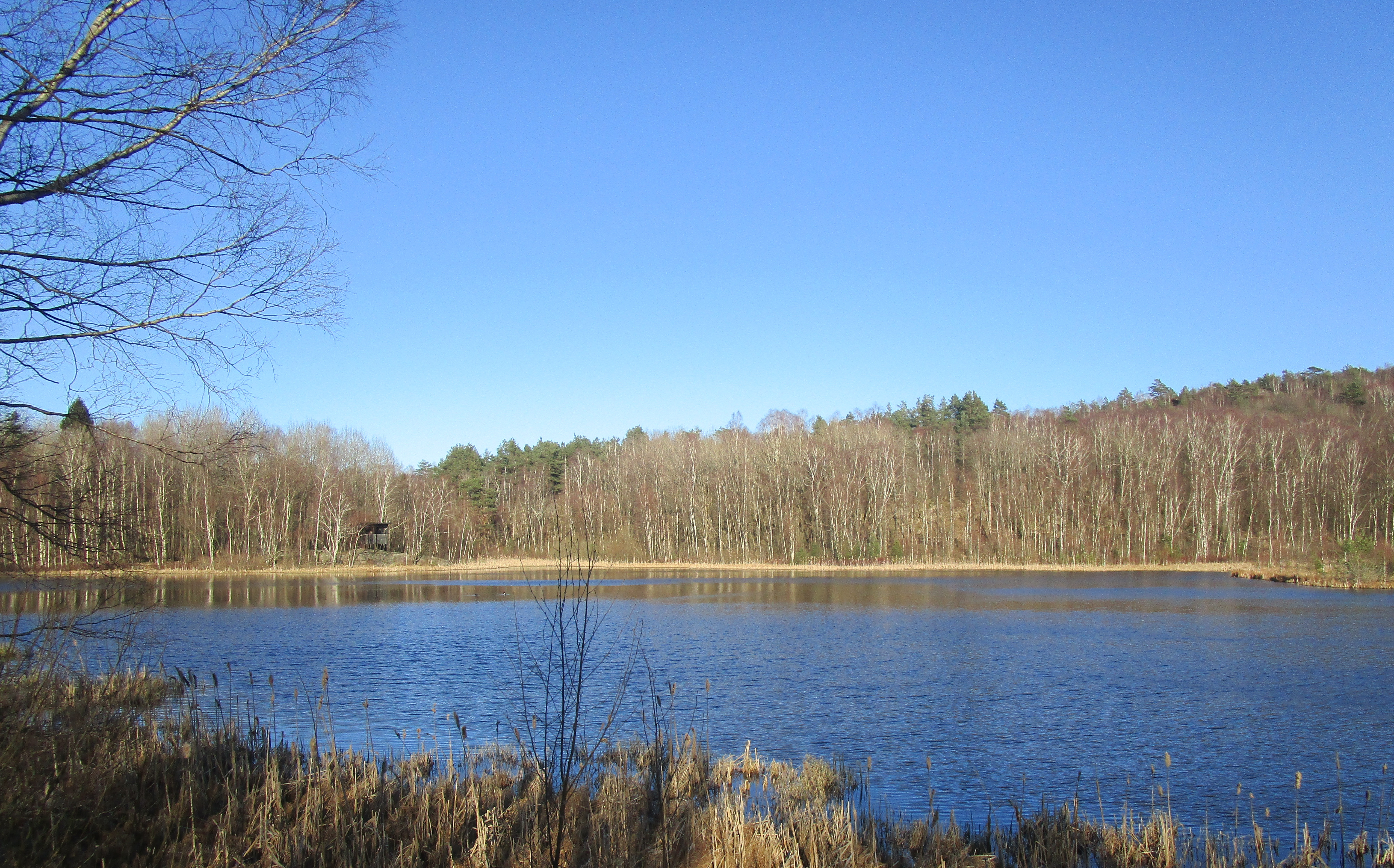
Svarttjärnen från sydväst 29 mars 2020.
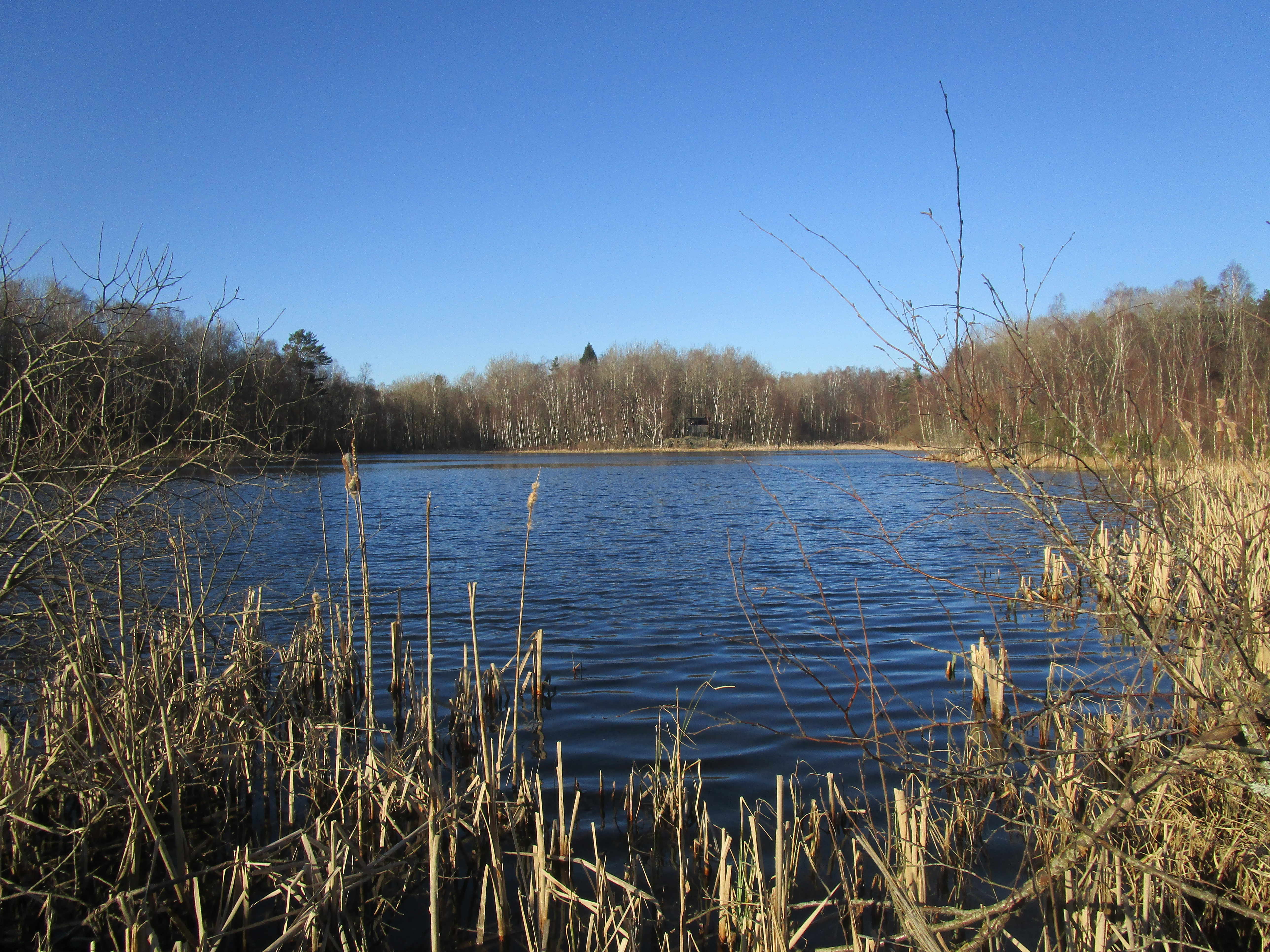
Svarttjärnen från södra änden 29 mars 2020.